# Unione Sportiva Pro Victoria Pallavolo Monza
Maillots
L'Unione Sportiva Pro Victoria Pallavolo Monza, également connu sous le nom de Vero Volley Milan (en italien : Vero Volley Milano) depuis 2022, est un club italien de volley-ball féminin basé à Monza, en région Lombardie. Fondé en 1981, il évolue dans le Championnat professionnel de Serie A1 depuis la saison 2016-2017.

## Noms précédents
En raison de contrats de sponsoring, le club a concouru sous les noms suivants :
- Pro Victoria Pallavolo (1981–2008)
- Saugella Team Monza (2008–2021)
- Vero Volley Monza (2021–2022)
- Vero Volley Milano (2022–2023)
- Allianz Vero Volley Milano (2023–2024)
- Numia Vero Volley Milano (2024–)

## Histoire
L'Unione Sportiva Pro Victoria Pallavolo Monza est créé en 1981 à l'initiative d'un groupe d'éducateurs travaillant pour l'église de San Biagio (it), à Monza. À l'origine, le club oriente principalement son recrutement vers la jeunesse et ses différentes équipes participent à des championnats régionaux. 
En proie à des difficultés économiques, le club remet en question sa politique interne à partir de 2002, lui permettant en quelques années, de conduire son équipe jusqu'à la Serie B2 (4e division nationale), qu'elle dispute pour la première fois lors de la saison 2006-2007. Lors de l'exercice 2008-2009, l'US Sportiva Pro Victoria atteint la 2e place de la saison régulière du championnat puis remporte les barrages d'accession à la Serie B1. 

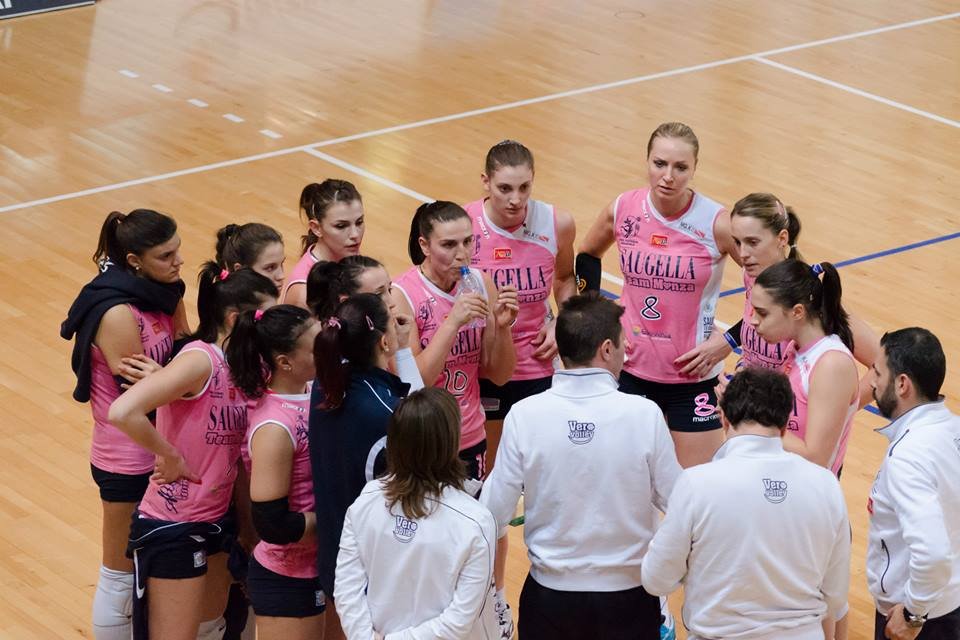
Monza en Serie A2 au cours de la saison 2014-2015.

Monza se maintient au 3e échelon national durant quatre saisons consécutives. Après avoir échoué en quarts de finale des playoffs lors de l'exercice 2011-2012, le club obtient sa promotion en Serie A2 à l'issue de la saison suivante.
Lors de la saison 2013-2014, l'équipe dispute son premier championnat professionnel. Après deux tentatives de montée, le club est promu en Serie A1 à l'issue de sa 3e année dans la division, au bénéfice de sa 3e place obtenue en saison régulière puis de sa victoire en finale des playoffs face à Trentino Rosa (it). 
Pour sa première dans l'élite, lors de la saison 2016-2017 (it), Monza termine à la 10e place de la phase régulière, lui permettant d'accéder aux huitièmes de finale des playoffs. Les Monziennes s'inclinent par deux fois face au FV Busto Arsizio (1-3 ; 1-3). Au cours de l'exercice suivant, le club obtient sa première qualification pour la Coupe d'Italie, voyant son parcours s'arrêter en demi-finale face à Novare. Grâce à sa performance dans le championnat 2017-2018 (it) — élimination en quarts de finale des playoffs —, Monza se qualifie également pour la première fois pour une Coupe d'Europe : la Challenge Cup (C3), compétition (it) qu'il remportera au cours de la saison suivante, après sa victoire en finale face aux Turques de Aydın Büyükşehir Belediyespor (3-0 ; 3-1). Deux ans plus tard, le club participe pour la première fois à la Supercoupe d'Italie et remporte la Coupe de la CEV 2021, son second trophée européen, en s'imposant face à Galatasaray en finale (3-0 ; 3-0).
Lors de la saison 2021-2022, Monza participe à la Ligue des champions pour la première fois et parvient jusqu'en quarts de finale de la compétition. En Serie A1, les Monziennes s'inclinent en finale des playoffs face à Imoco Conegliano. Conegliano s'impose une nouvelle fois face à Monza en finale de Serie A1 lors de l'exercice suivant, après une série de cinq matchs disputés.
Lors de la saison 2023-2024, le club se qualifie pour sa première finale de Ligue des champions en s'imposant lors de la demi-finale face au Fenerbahçe İstanbul (3-0 ; 1-3 ; 15-11 au set en or (it)). Le 5 mai 2024, Milan s'incline en cinq manches (14-25, 25-23, 19-25, 25-19, 9-15) lors de la finale face à Imoco Conegliano, disputée à Antalya en Turquie.
Lors de l'exercice 2024-2025, l'équipe parvient jusqu'en finale des play-offs de Serie A1, où elle affronte le sextuple champion en titre Conegliano. Les Milanaises s'inclinent nettement par 3 matchs à 0. Après une défaite en demi-finale face à Conegliano, Milan prend la 3e place de la C1 2024-2025, en s'imposant en 4 sets face aux Stambouliotes du Vakıfbank (25-15, 25-19, 23-25, 25-18).

## Résultats sportifs

### Palmarès
| Compétitions nationales | Compétitions internationales |
| - Championnat d'Italie : - Finaliste en 2022, 2023, 2025. - Coupe d'Italie : - Finaliste en 2023, 2024, 2025. - Supercoupe d'Italie : - Finaliste en 2023, 2024. | - Ligue des champions : - Finaliste en 2024. - 3e place en 2025. - Coupe de la CEV (1) : - Vainqueur en 2021. - Challenge Cup (1) : - Vainqueur en 2019. - Championnat du monde des clubs : - 3e place en 2024. |

## Infrastructures du club

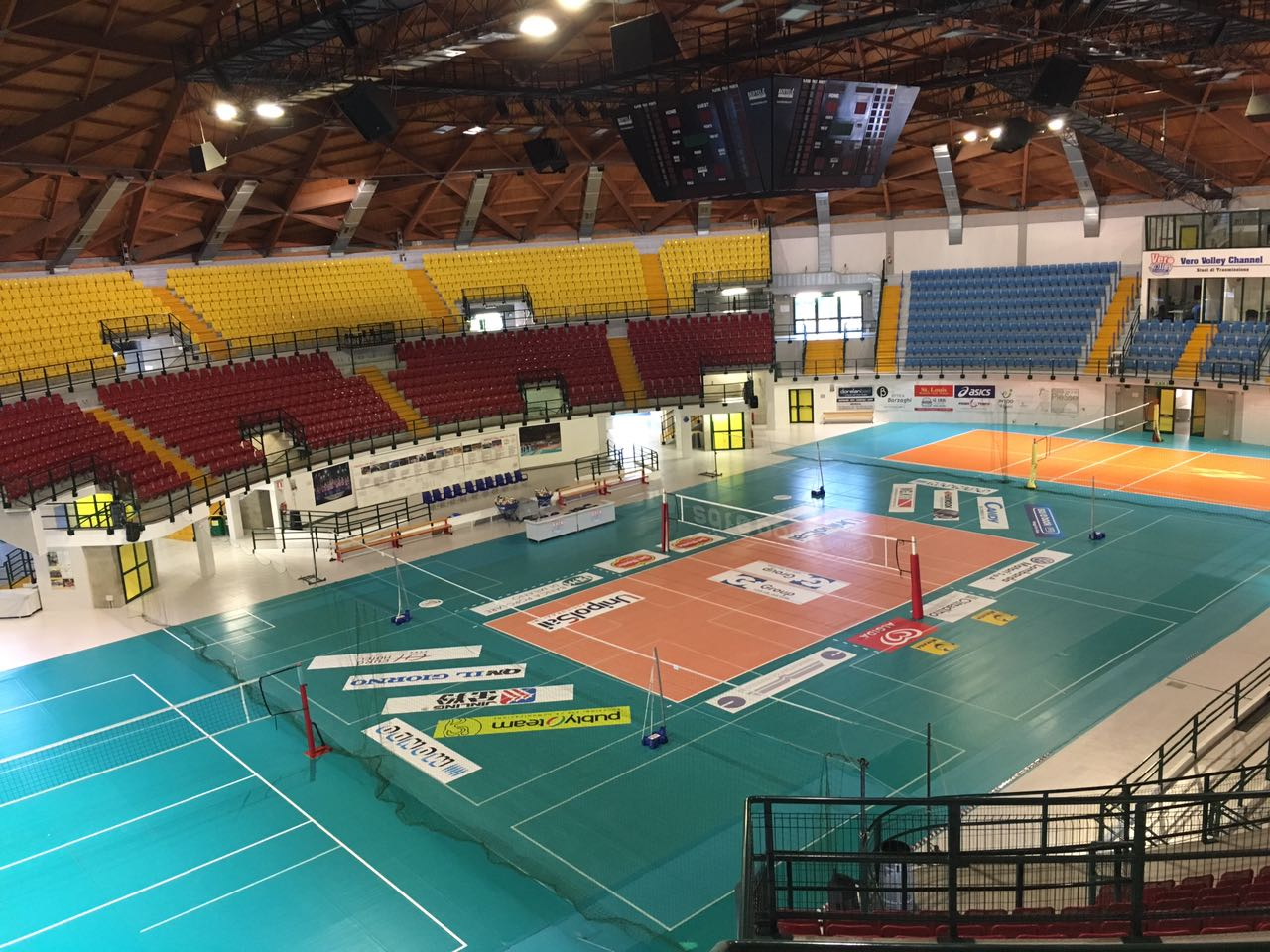
L'Arena de Monza

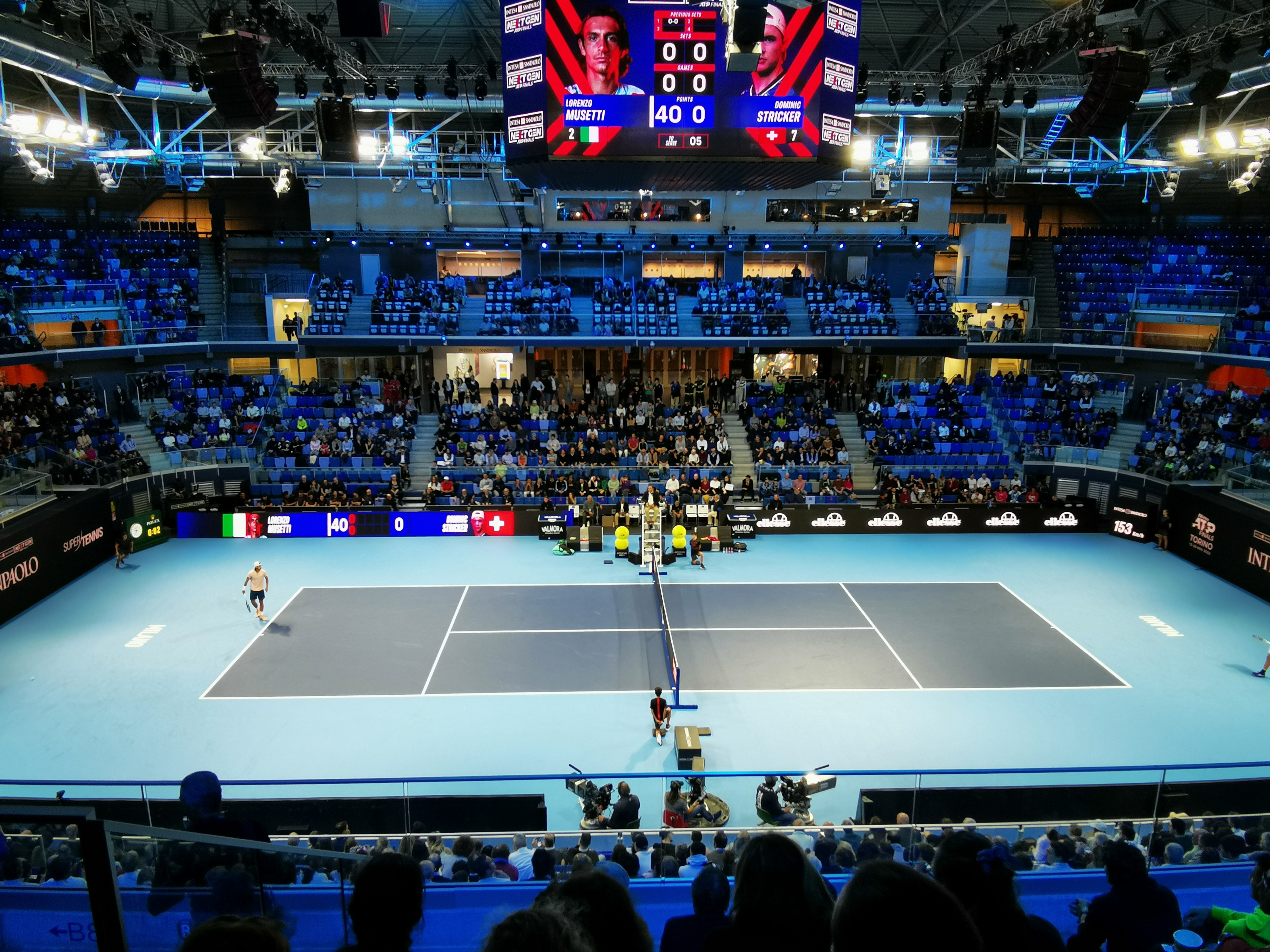
Le PalaLido en 2022.

### Arena de Monza
L'Arena de Monza (it) est le lieu de résidence de l'équipe première. Située dans le nord-est de la ville du même nom, elle possède une capacité d'accueil de 4500 places. Inaugurée en 2003, elle accueille également les matchs à domicile de l'équipe masculine du Volley Milano, se produisant dans la Superlega.

### PalaLido
Le club joue également certaines de ses rencontres au PalaLido, salle de 5347 places située à Milan.
Inaugurée en 1961 puis reconstruite en 2019, elle abrite aussi les rencontres de l'équipe masculine du Powervolley Milan (it).

## Effectifs

### Saison 2024-2025
| No | Nom                      | Date de Naissance | Taille (cm) | Poste                     |
| -- | ------------------------ | ----------------- | ----------- | ------------------------- |
| 1  | Héléna Cazaute           | 17 décembre 1997  | 184         | Réceptionneuse-attaquante |
| 2  | Juliette Gelin           | 2 novembre 2001   | 165         | Libero                    |
| 3  | Ludovica Guidi (it)      | 17 décembre 1992  | 185         | Centrale                  |
| 4  | Radostina Marinova (pl)1 | 2 octobre 1998    | 186         | Pointue                   |
| 5  | Laura Heyrman            | 17 mai 1993       | 188         | Centrale                  |
| 6  | Anastasia Guerra (it)2   | 15 octobre 1996   | 186         | Réceptionneuse-attaquante |
| 7  | Elena Pietrini (it)      | 17 mars 2000      | 186         | Réceptionneuse-attaquante |
| 8  | Alessia Orro             | 18 juillet 1998   | 180         | Passeuse                  |
| 11 | Anna Danesi              | 20 avril 1996     | 196         | Centrale                  |
| 12 | Lamprini Konstantinídou  | 16 septembre 1996 | 184         | Passeuse                  |
| 13 | Satomi Fukudome (ja)     | 23 novembre 1997  | 162         | Libero                    |
| 14 | Hena Kurtagić (en)       | 27 août 2004      | 195         | Centrale                  |
| 15 | Anna Smrek3              | 11 octobre 2003   | 207         | Pointue                   |
| 17 | Myriam Sylla             | 8 janvier 1995    | 184         | Réceptionneuse-attaquante |
| 18 | Paola Egonu              | 18 décembre 1998  | 195         | Pointue                   |
| 19 | Nika Daalderop           | 29 novembre 1998  | 189         | Réceptionneuse-attaquante |

Entraîneur :  Stefano Lavarini (it)

Entraîneurs adjoints :  Luca Bucaioni (pl),  Andrea Mafrici

Manager général :  Mariana Carrati

Directeur sportif :  Claudio Bonati
1 joueuse ayant quitté le club le 30 décembre 2024.

2 joueuse ayant quitté le club le 5 décembre 2024.

3 joueuse ayant rejoint le club le 3 janvier 2025.

## Personnalités historiques du club

### Présidents
- Carlo Rigaldo (2008–)

### Entraîneurs successifs
- Marco Gazzotti (2009–2011)
- Enrico Mazzola (2013–2014)
- Davide Delmati (2014–2017)
- Luciano Pedullà (it) (2017–2018)
- Miguel Ángel Falasca (2018–2019)
- Massimo Dagioni (it) (2019–jan.2020)
- Carlo Parisi (it) (jan.2020–2020)
- Marco Gaspari (it) (2020–2024)
- Stefano Lavarini (it) (2024–)

### Joueuses majeures
- Rachael Adams (2018–2019)
- Freya Aelbrecht (2016–2017)
- Chiara Arcangeli (2016–2019)
- Anne Buijs (2018–2019)
- Letizia Camera (2022–2023)
- Brenda Castillo (2023–2024)
- Héléna Cazaute (2023–)
- Mariana Costa (2019–2020)
- Anna Danesi (2019–2022)
- Tetori Dixon (2017–2018)
- Paola Egonu (2023–)
- Raphaela Folie (2022–2024)
- Alessia Gennari (2021–2022)
- Micha Hancock (2017–2019)
- Helena Havelková (2017–2018)
- Laura Heyrman (2019–2021, 2023–)
- Jordan Larson (2021–2023)
- Katarina Lazović (en) (2021–2022)
- Floortje Meijners (2019–2021)
- / Brankica Mihajlović (2021–2022)
- Alessia Orro (2020–)
- Serena Ortolani (2017–2020)
- Beatrice Parrocchiale (it)
 (2019–nov.2023)
- Kathryn Plummer (2019–2020)
- Teodora Pušić (2023–2024)
- Dana Rettke (2021–2024)
- Katarzyna Skorupa (2019–2020)
- Jovana Stevanović (2022–2023)
- Magdalena Stysiak (2021–2023)
- Myriam Sylla (2022–)
- Jordan Thompson (2022–2023)
- Berenika Tomsia 
(jan.2017–mai.2017)
- Lise Van Hecke (2020–2022)

## Identité du club

### Historique du logo

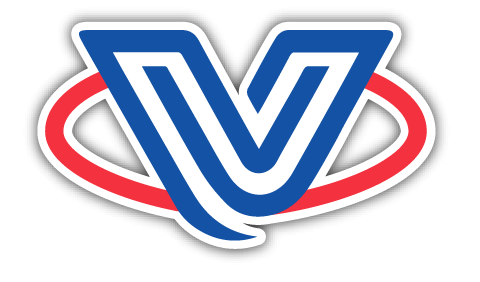
Logo depuis 2021.